# The Rutles (album)
The Rutles è il primo album dell'omonima band britannica pubblicato nel 1978 come colonna sonora del film All You Need Is Cash. L'album contiene 14 canzoni, parodie di altrettante famose canzoni dei The Beatles.
Molti ascoltatori hanno potuto riconoscere le fonti di riferimento in titoli, testi, melodie e struttura delle canzoni. La principale forza creativa della musica dei The Rutles era Neil Innes, l'unico compositore e arrangiatore delle canzoni. Innes era stato il "settimo membro" dei Monty Python e uno dei più grandi artisti della Bonzo Dog Doo-Dah Band alla fine degli anni sessanta.
Innes scelse tre musicisti adatti a catturare il sound dei Beatles: il chitarrista/cantante Ollie Hallsall e il batterista John Halsey avevano suonato insieme nei gruppi Timebox e nei Patto. Il polistrumentista Ricky Faatar aveva suonato con i The Flames prima di arruolarsi con i Beach Boys nei primi anni settanta.
Poco noto è che la voce di Eric Idle nella colonna sonora del film sia doppiata da quella di Ollie Halsall: Innes ha rivelato che Idle, recentemente operato per una appendicectomia, si era offerto di aiutarli, ma era stato incoraggiato a riprendersi. 
Se non fosse per l'intenzione palesemente ironica dei versi, potrebbe essere difficile distinguere i brani originali dei Beatles da quelli dei Rutles. All'inizio del 1980, Innes venne accusato da un fan dei Beatles di aver rubato dei brani non pubblicati dai Beatles per metterli nell'album-colonna sonora; questo era basato su una registrazione di Cheese and Onions ottenuta da un fan che credeva che fosse di John Lennon. Quando la registrazione venne suonata da Innes, scoprì che era attualmente il suo demo della canzone.
La copertina dell'album mostrava quattro immagini di quattro album fittizi dei The Rutles: Meet the Rutles, Tragical History Tour, Sgt. Rutter's Darts Club Band e Let It Rot, riferendosi rispettivamente a: Meet the Beatles!, Magical Mystery Tour, Sgt. Pepper's Lonely Hearts Club Band e Let It Be.

## Tracce

### Album LP 1978
Le tracce dell'edizione dell'album originale del 1978 erano:

Lato A
1. Hold My Hand (Nasty/McQuickly) - 2:11 (parodia di Eight Days a Week, She Loves You, All My Loving, I Want to Hold Your Hand)
2. Number One (Nasty/McQuickly) - 2:52 (parodia di Twist and Shout, It Won't Be Long, She Loves You)
3. With a Girl Like You (Nasty/McQuickly) - 1:53 (parodia di If I Fell)
4. I Must Be In Love (Nast/McQuickly) - 2:06 (parodia di If I Needed Someone, You Won't See Me, From Me to You)
5. Ouch! (Nasty/McQuickly) - 1:52 (parodia di Help!)
6. Living In Hope (Womble) - 2:39 (parodia di Don't Pass Me By, Octopus's Garden, With a Little Help from My Friends, Act Naturally)
7. Love Life (Nasty/McQuickly) - 2:52 (parodia di All You Need Is Love)
8. Nevertheless (O'Hara) - 1:29 (parodia di Love You To, Within You Without You, Blue Jay Way)

Lato B
1. Good Times Roll (Nasty/McQuickly) - 3:05 (parodia di Lucy in the Sky with Diamonds)
2. Doubleback Alley (Nastly/McQuickly) - 2:57 (parodia di Penny Lane)
3. Cheese and Onions (Nastly/McQuickly) - 2:42 (parodia di A Day in the Life)
4. Another Day (Nastly/McQuickly) - 2:13 (parodia di Martha My Dear)
5. Piggy In the Middle (Nasty/McQuickly) - 4:11 (parodia di I Am the Walrus)
6. Let's Be Natural (Nasty/McQuickly) - 3:22 (parodia di Julia, Dear Prudence, Strawberry Fields Forever, Let It Be)

### Riedizione in CD 1990
Per la riedizione in CD venne cambiato l'ordine delle tracce e furono inserite altre canzoni:
1. Goes-Step Mama - 2:18 (parodia di Some Other Guy, I Saw Her Standing There) (non nell'LP)
2. Number One - 2:52
3. Baby Let Me Be - 1:57 (parodia di Slow Down)
4. Hold My Hand - 2:11
5. Blue Suede Schubert - 2:13 (parodia di Roll Over Beethoven, Boys) (non nell'LP)
6. I Must Be In Love - 2:06
7. With A Girl Like You - 1:53
8. Between Us - 2:03 (parodia di Baby It's You, And I Love Her, Till There Was You) (non nell'LP)
9. Living In Hope - 2:39
10. Ouch! - 1:52
11. It's Looking Good - 2:02 (parodia di I'm Down, I Don't Want to Spoil the Party, I'm Looking Through You, I'm a Loser) (non nell'LP)
12. Doubleback Barry - 2:57
13. Good Times Roll - 3:05
14. Nevertheless - 1:29
15. Love Life - 2:52
16. Piggy in the Middle - 4:11
17. Another Day - 2:13
18. Cheese and Onions - 2:42
19. Get Up and Go - 3:19 (parodia di Get Back) (non nell'LP)
20. Let's Be Natural - 3:22